# کونی موگوی
کونی موگوی (به لاتین: Konny Mogoy) یک منطقهٔ مسکونی در روسیه است که در استان آستراخان واقع شده‌است.